# National Hockey League 1977-1978
La stagione 1977-1978 è stata la 61ª edizione della National Hockey League. La stagione regolare iniziò il 12 ottobre 1977 e si concluse il 9 aprile 1978, mentre i playoff della Stanley Cup terminarono l'11 maggio 1978. I Buffalo Sabres ospitarono l'NHL All-Star Game presso il Buffalo Memorial Auditorium il 24 gennaio 1978. I Montreal Canadiens sconfissero i Boston Bruins nella finale di Stanley Cup per 4-2, conquistando il terzo titolo consecutivo, il ventunesimo nella storia della franchigia canadese.
Prima dell'inizio della stagione il presidente della NHL Clarence Campbell lasciò il proprio incarico a John Ziegler. Per paura che entrambe le squadre potessero sciogliersi la lega approvò al termine della stagione 1977-78 la fusione dei Minnesota North Stars con la franchigia dei Cleveland Barons, afflitta da una serie di problemi finanziari nonostante il trasferimento avvenuto da Oakland solo due anni prima. La National Hockey League sarebbe ritornata nello stato dell'Ohio nella stagione 2000-2001 grazie alla creazione dei Columbus Blue Jackets.
Fu assegnato per la prima volta il Frank J. Selke Trophy, premio per il miglior attaccante difensivo della lega. Fu modificato il criterio di qualificazione ai playoff: fino alla stagione precedente erano ammesse ai playoff automaticamente le prime tre squadre di ogni divisione, numero ridotto a due. In questo modo gli ultimi posti validi non furono più assegnati alle terze classificate delle quattro division ma furono decisi in base ai punti ottenuti al termine della stagione regolare.

## Squadre partecipanti
- Atlanta Flames
- Boston Bruins
- Buffalo Sabres
- Chicago Blackhawks
- Cleveland Barons
- Colorado Rockies
- Detroit Red Wings
- Los Angeles Kings
- Minnesota North Stars

- Montreal Canadiens
- New York Islanders
- New York Rangers
- Philadelphia Flyers
- Pittsburgh Penguins
- St. Louis Blues
- Toronto Maple Leafs
- Vancouver Canucks
- Washington Capitals

## Pre-season

### NHL Amateur Draft
L'Amateur Draft si tenne il 14 giugno 1977 presso gli uffici della National Hockey League di Montréal, in Québec. I Detroit Red Wings nominarono come prima scelta assoluta il centro canadese Dale McCourt. Altri giocatori rilevanti all'esordio in NHL furono Doug Wilson, Mike Bossy, Rod Langway e Pete Peeters.

## Stagione regolare

### Classifiche
= Qualificata per i playoff,       = Vincitore del Prince of Wales Trophy,       = Vincitore del Clarence S. Campbell Bowl, ( ) = Posizione nei playoff

#### Prince of Wales Conference
Adams Division
|    |                         | PG | V  | S  | N  | GF  | GS  | PT  |
| -- | ----------------------- | -- | -- | -- | -- | --- | --- | --- |
| 1. | Boston Bruins (2)       | 80 | 51 | 18 | 11 | 333 | 218 | 113 |
| 2. | Buffalo Sabres (5)      | 80 | 44 | 19 | 17 | 288 | 215 | 105 |
| 3. | Toronto Maple Leafs (6) | 80 | 41 | 29 | 10 | 271 | 237 | 92  |
| 4. | Cleveland Barons        | 80 | 22 | 45 | 13 | 230 | 325 | 57  |

Norris Division
|    |                        | PG | V  | S  | N  | GF  | GS  | PT  |
| -- | ---------------------- | -- | -- | -- | -- | --- | --- | --- |
| 1. | Montreal Canadiens (1) | 80 | 59 | 10 | 11 | 359 | 183 | 129 |
| 2. | Detroit Red Wings (9)  | 80 | 32 | 34 | 14 | 252 | 266 | 78  |
| 3. | Los Angeles Kings (10) | 80 | 31 | 34 | 15 | 243 | 245 | 77  |
| 4. | Pittsburgh Penguins    | 80 | 25 | 37 | 18 | 254 | 321 | 68  |
| 5. | Washington Capitals    | 80 | 17 | 49 | 14 | 195 | 321 | 48  |

#### Clarence Campbell Conference
Patrick Division
|    |                         | PG | V  | S  | N  | GF  | GS  | PT  |
| -- | ----------------------- | -- | -- | -- | -- | --- | --- | --- |
| 1. | New York Islanders (3)  | 80 | 48 | 17 | 15 | 334 | 210 | 111 |
| 2. | Philadelphia Flyers (4) | 80 | 45 | 20 | 15 | 296 | 200 | 105 |
| 3. | Atlanta Flames (7)      | 80 | 34 | 27 | 19 | 274 | 252 | 87  |
| 4. | New York Rangers (11)   | 80 | 30 | 37 | 13 | 279 | 280 | 73  |

Smythe Division
|    |                        | PG | V  | S  | N  | GF  | GS  | PT |
| -- | ---------------------- | -- | -- | -- | -- | --- | --- | -- |
| 1. | Chicago Blackhawks (8) | 80 | 32 | 29 | 19 | 230 | 220 | 83 |
| 2. | Colorado Rockies (12)  | 80 | 19 | 40 | 21 | 257 | 305 | 59 |
| 3. | Vancouver Canucks      | 80 | 20 | 43 | 17 | 239 | 320 | 57 |
| 4. | St. Louis Blues        | 80 | 20 | 47 | 13 | 195 | 304 | 53 |
| 5. | Minnesota North Stars  | 80 | 18 | 53 | 9  | 218 | 325 | 45 |

### Statistiche

#### Classifica marcatori
La seguente lista elenca i migliori marcatori al termine della stagione regolare.

| Giocatore         | Squadra             | PG | G  | A  | Pt  | +/- | MP  |
| ----------------- | ------------------- | -- | -- | -- | --- | --- | --- |
| Guy Lafleur       | Montreal Canadiens  | 78 | 60 | 72 | 132 | +73 | 26  |
| Bryan Trottier    | New York Islanders  | 77 | 46 | 77 | 123 | +52 | 46  |
| Darryl Sittler    | Toronto Maple Leafs | 80 | 45 | 72 | 117 | +34 | 100 |
| Jacques Lemaire   | Montreal Canadiens  | 76 | 36 | 61 | 97  | +54 | 14  |
| Denis Potvin      | New York Islanders  | 80 | 30 | 64 | 94  | +57 | 81  |
| Mike Bossy        | New York Islanders  | 73 | 53 | 38 | 91  | +31 | 6   |
| Terry O'Reilly    | Boston Bruins       | 77 | 29 | 61 | 90  | +40 | 211 |
| Gilbert Perreault | Buffalo Sabres      | 79 | 41 | 48 | 89  | +18 | 20  |
| Bobby Clarke      | Philadelphia Flyers | 71 | 21 | 68 | 89  | +47 | 83  |
| Lanny McDonald    | Toronto Maple Leafs | 74 | 47 | 40 | 87  | +34 | 54  |

#### Classifica portieri
La seguente lista elenca i migliori portieri al termine della stagione regolare.

| Giocatore       | Squadra             | PG | Min  | V  | S  | P  | GS  | SO | MGS  |
| --------------- | ------------------- | -- | ---- | -- | -- | -- | --- | -- | ---- |
| Ken Dryden      | Montreal Canadiens  | 52 | 3071 | 37 | 7  | 7  | 105 | 5  | 2.05 |
| Bernie Parent   | Philadelphia Flyers | 49 | 2923 | 29 | 6  | 13 | 108 | 7  | 2.22 |
| Gilles Gilbert  | Boston Bruins       | 25 | 1326 | 15 | 6  | 2  | 56  | 2  | 2.53 |
| Chico Resch     | New York Islanders  | 45 | 2637 | 28 | 9  | 7  | 112 | 3  | 2.55 |
| Tony Esposito   | Chicago Blackhawks  | 64 | 3840 | 28 | 22 | 14 | 168 | 5  | 2.63 |
| Don Edwards     | Buffalo Sabres      | 72 | 4209 | 38 | 16 | 17 | 185 | 5  | 2.64 |
| Billy Smith     | New York Islanders  | 38 | 2154 | 20 | 8  | 8  | 95  | 2  | 2.65 |
| Michel Larocque | Montreal Canadiens  | 30 | 1729 | 22 | 3  | 4  | 77  | 1  | 2.67 |
| Mike Palmateer  | Toronto Maple Leafs | 63 | 3760 | 34 | 19 | 9  | 172 | 5  | 2.74 |
| Dan Bouchard    | Atlanta Flames      | 58 | 3340 | 25 | 12 | 19 | 153 | 2  | 2.75 |

## Playoff

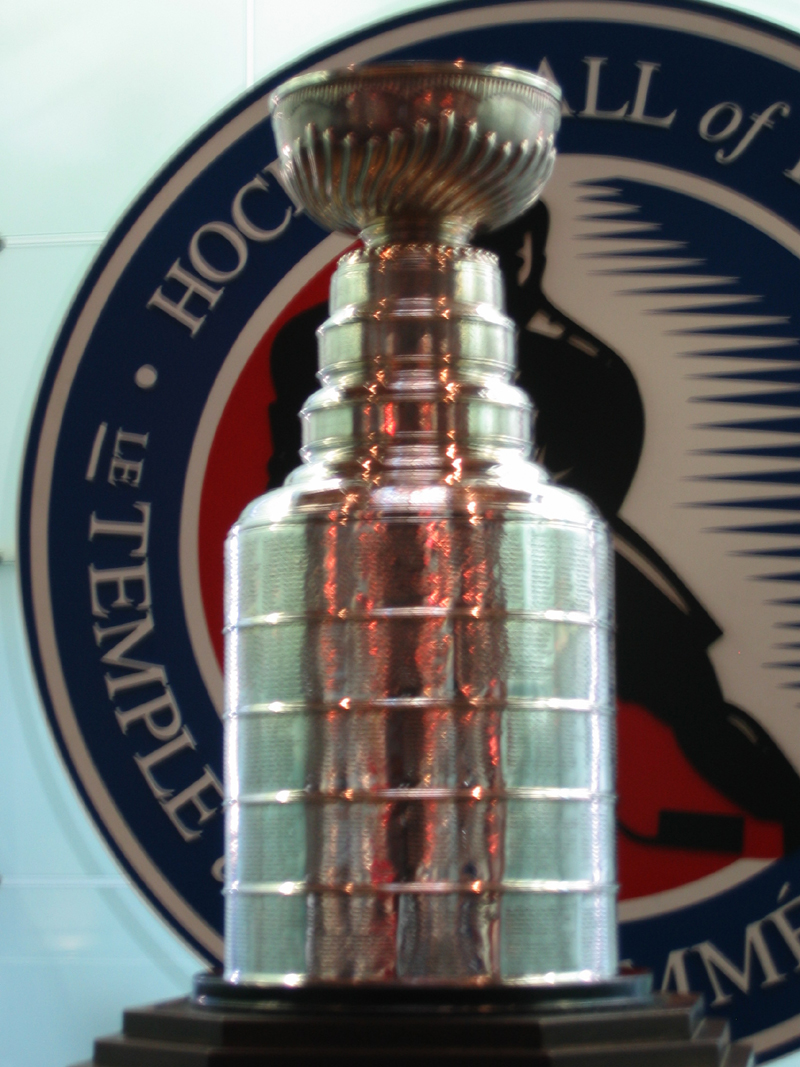
Il trofeo della Stanley Cup

Al termine della stagione regolare le migliori 12 squadre del campionato si sono qualificate per i playoff. I Montreal Canadiens ottennero il miglior record della lega con 129 punti.

### Tabellone playoff
Nel turno preliminare le formazioni che non hanno vinto le rispettive division si affrontano al meglio delle tre gare per accedere ai quarti di finale. Le quattro formazioni qualificate affrontano nei quarti di finale le vincitrici delle division in una serie al meglio delle sette sfide seguendo il formato 2-2-1-1-1. Al termine del primo e del secondo turno gli accoppiamenti sono ristabiliti in base alla posizione ottenuta in stagione regolare, con la squadra migliore accoppiata con quella peggiore. Anche nei turni successivi si gioca al meglio delle sette sfide con il formato 2-2-1-1-1: la squadra migliore in stagione regolare avrebbe disputato in casa Gara-1 e 2, (se necessario anche Gara-5 e 7), mentre quella posizionata peggio avrebbe giocato nel proprio palazzetto Gara-3 e 4 (se necessario anche Gara-6).
|  | Turno preliminare | Turno preliminare   | Turno preliminare   |                     |                     | Quarti di finale    | Quarti di finale | Quarti di finale |   |   | Semifinali         | Semifinali | Semifinali |  |   | Finale Stanley Cup | Finale Stanley Cup | Finale Stanley Cup |
|  |                   |                     |                     |                     |                     |                     |                  |                  |   |   |                    |            |            |  |   |                    |                    |                    |
|  |                   |                     |                     |                     |                     |                     |                  |                  |   |   |                    |            |            |  |   |                    |                    |                    |
|  |                   | 1                   | Montreal Canadiens  | 4                   |                     |                     |                  |                  |   |   |                    |            |            |  |   |                    |                    |                    |
|  |                   |                     |                     | 4                   |                     |                     |                  |                  |   |   |                    |            |            |  |   |                    |                    |                    |
|  |                   |                     | 9                   | Detroit Red Wings   | 1                   |                     |                  |                  |   |   |                    |            |            |  |   |                    |                    |                    |
|  | 7                 | Atlanta Flames      | 9                   | Detroit Red Wings   | 1                   | 0                   |                  |                  |   |   |                    |            |            |  |   |                    |                    |                    |
|  | 7                 | Atlanta Flames      |                     |                     |                     | 0                   |                  |                  |   |   |                    |            |            |  |   |                    |                    |                    |
|  | 9                 | Detroit Red Wings   | 2                   |                     |                     |                     |                  |                  |   |   |                    |            |            |  |   |                    |                    |                    |
|  | 9                 | Detroit Red Wings   | 2                   |                     |                     |                     |                  |                  |   | 1 | Montreal Canadiens | 4          |            |  |   |                    |                    |                    |
|  |                   |                     |                     |                     |                     |                     |                  |                  |   | 1 | Montreal Canadiens | 4          |            |  |   |                    |                    |                    |
|  |                   | 6                   | Toronto Maple Leafs | 0                   |                     |                     |                  |                  |   |   |                    |            |            |  |   |                    |                    |                    |
|  |                   | 6                   | Toronto Maple Leafs | 0                   |                     |                     |                  |                  |   |   |                    |            |            |  |   |                    |                    |                    |
|  |                   |                     |                     |                     |                     |                     |                  |                  |   |   |                    |            |            |  |   |                    |                    |                    |
|  |                   |                     |                     |                     |                     |                     |                  |                  |   |   |                    |            |            |  |   |                    |                    |                    |
|  |                   | 3                   | New York Islanders  | 3                   |                     |                     |                  |                  |   |   |                    |            |            |  |   |                    |                    |                    |
|  |                   |                     |                     | 3                   |                     |                     |                  |                  |   |   |                    |            |            |  |   |                    |                    |                    |
|  |                   |                     | 6                   | Toronto Maple Leafs | 4                   |                     |                  |                  |   |   |                    |            |            |  |   |                    |                    |                    |
|  | 6                 | Toronto Maple Leafs | 6                   | Toronto Maple Leafs | 4                   | 2                   |                  |                  |   |   |                    |            |            |  |   |                    |                    |                    |
|  | 6                 | Toronto Maple Leafs |                     |                     |                     | 2                   |                  |                  |   |   |                    |            |            |  |   |                    |                    |                    |
|  | 10                | Los Angeles Kings   | 0                   |                     |                     |                     |                  |                  |   |   |                    |            |            |  |   |                    |                    |                    |
|  | 10                | Los Angeles Kings   | 0                   |                     |                     |                     |                  |                  |   |   |                    |            |            |  | 1 | Montreal Canadiens | 4                  |                    |
|  |                   |                     |                     |                     |                     |                     |                  |                  |   |   |                    |            |            |  | 1 | Montreal Canadiens | 4                  |                    |
|  |                   | 2                   | Boston Bruins       | 2                   |                     |                     |                  |                  |   |   |                    |            |            |  |   |                    |                    |                    |
|  |                   | 2                   | Boston Bruins       | 2                   |                     |                     |                  |                  |   |   |                    |            |            |  |   |                    |                    |                    |
|  |                   |                     |                     |                     |                     |                     |                  |                  |   |   |                    |            |            |  |   |                    |                    |                    |
|  |                   |                     |                     |                     |                     |                     |                  |                  |   |   |                    |            |            |  |   |                    |                    |                    |
|  |                   | 2                   | Boston Bruins       | 4                   |                     |                     |                  |                  |   |   |                    |            |            |  |   |                    |                    |                    |
|  |                   |                     |                     | 4                   |                     |                     |                  |                  |   |   |                    |            |            |  |   |                    |                    |                    |
|  |                   |                     | 8                   | Chicago Blackhawks  | 0                   |                     |                  |                  |   |   |                    |            |            |  |   |                    |                    |                    |
|  |                   |                     | 8                   | Chicago Blackhawks  | 0                   |                     |                  |                  |   |   |                    |            |            |  |   |                    |                    |                    |
|  |                   |                     |                     |                     |                     |                     |                  |                  |   |   |                    |            |            |  |   |                    |                    |                    |
|  |                   |                     |                     |                     |                     |                     |                  |                  |   |   |                    |            |            |  |   |                    |                    |                    |
|  |                   |                     |                     |                     |                     |                     | 2                | Boston Bruins    | 4 |   |                    |            |            |  |   |                    |                    |                    |
|  |                   |                     |                     |                     |                     |                     |                  |                  | 4 |   |                    |            |            |  |   |                    |                    |                    |
|  |                   | 4                   | Philadelphia Flyers | 1                   |                     |                     |                  |                  |   |   |                    |            |            |  |   |                    |                    |                    |
|  | 4                 | 4                   | Philadelphia Flyers | 1                   | Philadelphia Flyers | 2                   |                  |                  |   |   |                    |            |            |  |   |                    |                    |                    |
|  | 4                 |                     |                     |                     | Philadelphia Flyers | 2                   |                  |                  |   |   |                    |            |            |  |   |                    |                    |                    |
|  | 12                | Colorado Rockies    | 0                   |                     |                     |                     |                  |                  |   |   |                    |            |            |  |   |                    |                    |                    |
|  | 12                | Colorado Rockies    | 0                   |                     | 4                   | Philadelphia Flyers | 4                |                  |   |   |                    |            |            |  |   |                    |                    |                    |
|  |                   |                     |                     |                     | 4                   | Philadelphia Flyers | 4                |                  |   |   |                    |            |            |  |   |                    |                    |                    |
|  |                   |                     | 5                   | Buffalo Sabres      | 1                   |                     |                  |                  |   |   |                    |            |            |  |   |                    |                    |                    |
|  | 5                 | Buffalo Sabres      | 5                   | Buffalo Sabres      | 1                   | 2                   |                  |                  |   |   |                    |            |            |  |   |                    |                    |                    |
|  | 5                 | Buffalo Sabres      |                     |                     |                     | 2                   |                  |                  |   |   |                    |            |            |  |   |                    |                    |                    |
|  | 11                | New York Rangers    | 1                   |                     |                     |                     |                  |                  |   |   |                    |            |            |  |   |                    |                    |                    |

### Stanley Cup
La finale della Stanley Cup 1978 è stata una serie al meglio delle sette gare che ha determinato il campione della National Hockey League per la stagione 1977-78. I Montreal Canadiens hanno sconfitto i Boston Bruins in sei partite e si sono aggiudicati la terza Stanley Cup consecutiva, la ventunesima della loro storia.

## Premi NHL
- Stanley Cup: Montreal Canadiens
- Prince of Wales Trophy: Montreal Canadiens
- Clarence S. Campbell Bowl: New York Islanders
- Art Ross Trophy: Guy Lafleur (Montreal Canadiens)
- Bill Masterton Memorial Trophy: Butch Goring (Los Angeles Kings)
- Calder Memorial Trophy: Mike Bossy (New York Islanders)
- Conn Smythe Trophy: Larry Robinson (Montreal Canadiens)
- Frank J. Selke Trophy: Bob Gainey (Montreal Canadiens)
- Hart Memorial Trophy: Guy Lafleur (Montreal Canadiens)
- Jack Adams Award: Bobby Kromm (Detroit Red Wings)
- James Norris Memorial Trophy: Denis Potvin (New York Islanders)
- Lady Byng Memorial Trophy: Butch Goring (Los Angeles Kings)
- Lester B. Pearson Award: Guy Lafleur (Montreal Canadiens)
- Lester Patrick Trophy: Phil Esposito, Tom Fitzgerald, William Thayer Tutt, Bill Wirtz
- Vezina Trophy: Ken Dryden e Michel Larocque (Montreal Canadiens)

### NHL All-Star Team
First All-Star Team
- Attaccanti: Clark Gillies • Bryan Trottier • Guy Lafleur
- Difensori: Brad Park • Denis Potvin
- Portiere: Ken Dryden

Second All-Star Team
- Attaccanti: Steve Shutt • Darryl Sittler • Mike Bossy
- Difensori: Börje Salming • Larry Robinson
- Portiere: Don Edwards